# گوژپشت
گوژپشت (به فرانسوی: Le Bossu)، (به انگلیسی: On Guard) فیلمی تاریخی به کارگردانی فیلیپ دو بروکا، نویسندگی فیلیپ دو بروکا، ژروم تونر و ژان کوسموس و تهیه‌کنندگی پاتریک گودو محصول سال ۱۹۹۷ میلادی است.

## بازیگران
- دانیال اتوی در نقش Lagardère
- فابریس لوکینی در نقش Gonzague
- وینسنت پرز در نقش Nevers
- ماری جیلاین در نقش Aurore de Nevers
- یان کولت در نقش Peyrolles
- ژان-فرانسوا استونین در نقش Cocardasse
- دیده پاین در نقش Passepoil
- چارلی نلسون در نقش Esope
- کلر نبو در نقش Blanche de Caylus
- فیلیپ نوآره در نقش Philippe d'Orléans
- ژاک سریز در نقش Caylus
- رناتو اسکارپا در نقش Paolo
- لودویکا تینگی در نقش Ornella
- جیمز تیری در نقش Marcello
- ساشا بوردو در نقش Giuseppe
- مارگوت مارگریت در نقش Bergues
- ژان آنتولینوس در نقش Magistrat
- اورباین کانسلیر در نقش Argenson
- سیمون دونیول-والکروز در نقش Agioteur d'Ursulines
- خاویر دومن در نقش Spadassin cour de ferme
- اتین درابر در نقش Un courtier
- ژرارد گروس در نقش D'Esparon
- فرانوسوا لوانتال در نقش Cavalier à la missive
- ژان لو روزیک در نقش Chapelain Caylus
- تیری رنز در نقش Domestique Caylus
- ژاک ویلاas Chambellan[۲]